# Enneapterygius hemimelas
Enneapterygius hemimelas is een straalvinnige vissensoort uit de familie van drievinslijmvissen (Tripterygiidae). De wetenschappelijke naam van de soort is voor het eerst geldig gepubliceerd in 1867 door Kner & Steindachner.